# Леднёв, Вадим Семёнович
Вадим Семёнович Леднёв (22 сентября 1932 года — 6 декабря 2004 года) — советский и российский учёный-педагог, член-корреспондент АПН СССР (1990), академик РАО (1992).

## Биография
Родился 22 сентября 1932 года в селе Ярцево Брянской области.
А 1955 году — окончил Московский институт инженеров сельскохозяйственного производства.
С 1961 по 1965 годы — преподавал в школе-лаборатории при Московском государственном педагогическом институте, с 1965 года — работал в учреждениях Академии педагогических наук.
В 1981 году — защитил докторскую диссертацию, в 1982 году — присвоено учёное звание профессора.
С 1988 по 1992 годы — директор НИИ школьного оборудования и технических средств обучения.
С 1992 по 1995 годы — директор Института общеобразовательной школы.
В 1990 году — был избран членом-корреспондентом Академии педагогических наук СССР, а в 1992 году — избран академиком Российской академии образования.
С 1992 по 1993 годы академик — организатор отделения общего среднего образования РАО.
Вадим Семёнович Леднёв умер 6 декабря 2004 года.

## Научная деятельность
В начале 60-х годов обосновал возможность включения в общеобразовательный курс основ кибернетики, разработал концепцию и содержание курса Исследования по проблемам содержания образования, дидактике.
Автор книги «Венеты. Славяне. Русь», в которой обосновал первенство русско-венетских народов в создании первого в мире алфавита (где каждому звуку речи сопоставлена своя буква).